# مارلون ريتتير
مارلون ريتتير (بالألمانية: Marlon Ritter)‏ (15 أكتوبر 1994 بإسن في ألمانيا - ) هو لاعب كرة قدم ألماني في مركز الهجوم. لعب مع بوروسيا مونشنغلادباخ.

## وصلات خارجية
- مارلون ريتتير على موقع الاتحاد الأوربي (الإنجليزية)
- مارلون ريتتير على موقع قاعدة بيانات كرة القدم.إي يو (الإنجليزية)
- مارلون ريتتير على موقع Soccerway.com (الإنجليزية)
- مارلون ريتتير على موقع عالم كرة القدم.نت (الإنجليزية)
- مارلون ريتتير على موقع AS.com (الإسبانية)